# Bobgunnia madagascariensis
Bobgunnia madagascariensis,  también llamado la planta de frijol serpiente, es una especie de leguminosa en la familia Fabaceae.

## Descripción
Bobgunnia madagascariensis es un pequeño árbol de hoja caduca, que alcanza un tamaño de 3-4 m de altura. La planta cuenta con grandes vainas que se convierten a oscuras cuando están maduras.

## Ecología
Las larvas de Abantis zambesiaca se alimentan de B. madagascariensis.

## Toxicidad
Bobgunnia madagascarensis es tóxica.

### Applicaciones

Preparando flechas venenosas

El veneno compuesto de las semillas tostadas de Bobgunnia madagascariensis y las entrañas del escarabajo Diamphidia nigroornata se aplica a las flechas de los bosquimanos.  Semillas, frutos y corteza del tallo también se utilizan en la pesca por envenenamiento en África.

## Química
El extracto metanólico del fruto de B. madagascariensis contiene una tetraglycosida saponina.
La corteza de la raíz de B. madagascariensis contiene quinometano diterpenos
La vaina de la semilla contiene dos saponinas ácidas, El rendimiento del extracto metanólico de la vaina es altamente glicosilada flavonoides (glucósidos de kaempferol y quercetina)
Los extractos de cloroformo y metanol crudo de la corteza del tallo de la planta muestran una fuerte actividad antialimentaria contra la plaga del producto almacenado contra el insecto del maíz  Tribolium castaneum con dos compuestos,  metilparabeno y lupeol,  que han sido identificados en estos extractos.
Otros compuestos en S. madagascariensis son  (-)-maackiain, (-)-medicarpin, gypsogenin 3-O-rhamnosylglucuronide, (-)-homopterocarpin, pterocarpin, 4-methoxymedicarpin, 4-methoxymaackiain, 4-methoxyhomopterocarpin, 4-methoxypterocarpin, anhydrovariabilin y coumestrol dimethyl ether.

## Taxonomía
Bobgunnia madagascariensis fue descrita por (Desv.) J.H.Kirkbr. & Wiersema y publicado en Brittonia 49(1): 7. 1997.
Sinonimia
- Swartzia madagascariensis Desv.
- Swartzia marginata Benth.
- Swartzia sapini De Wild.
- Tounatea madagascariensis (Desv.) Baill.[12]